# Стоян Мурин
Стоян Христов Мурин е български писател и поет.

## Биография
Роден е като Стоян Христов Сърбов на 27 август 1930 година в петричкото село Нови чифлик ( сега Ново Кономлади), основано от бежанци от Кономлади, Костурско. Завършва гимназия „Пейо Яворов“ в Петрич и Педагогическия институт в Благоевград. Работи като учител в родното си село и в село Капатово, Петричко, до пенсионирането си.
Пише стихове още от ученик, предимно интимна лирика, както и романи- над 5 000 страници за съдбата на населението в Македония. Пише във вестниците „Пиринско дело“ и „Литературен фронт“, в списание „Септември“ и други. Част от романите му разказват за съдбата на селото Кономлади. Член е на Съюза на българските писатели.
Умира на 11 декември 2018 година.